# Доспат
Вижте пояснителната страница за други значения на Доспат.
Доспа̀т е град в Южна България. Той се намира в Област Смолян. Градът е административен център на община Доспат. По данни на ГРАО към 15 юни 2023 г. в града живеят 2098 души по настоящ адрес и 2311 души по постоянен адрес.

## География
Доспат е разположен в планински район, в западните дялове на Родопите и със своите 1358 m надморска височина е най-високопланинският град в България. В непосредствена близост до града се намира язовир Доспат. Релефът е планински силно пресечен, пролетта настъпва късно, лятото е прохладно, а есента топла. Вследствие на беломорското влияние по поречието на река Доспатска зимата е мека, но се задържа сняг.

## Име

### Етимология
В европейски карти от XVIII и XIX век Родопите са отбелязани като Despoto dagh, Dospada Jailasi, Dozpat Jaïlassi. Според „Българския етимологичен речник“ името е производно от деспот с о вместо е – или под влияние на вокалната хармония в турския език, или вероятно от *дêспат, акащ говор. Вероятно е по името на деспот Алексий Слав, владял Западните Родопи в началото на XIII век. Сравнимо е и засвидетелстваното име на Родопите Славееви гори.
Има и теории, че името на града произлиза от името на гръцкото село Доксат. През османско време се среща като „Янъкли“ и „Хамидие“. В други османски документи се среща и под името Доспод (на османски турски: ﺪﺳﭙﻮﺩ). Французинът д-р Ами Буе, посетил Балканите в периода 1836 – 1838, го споменава под името Доспада-Хан.

## История
В околностите на града са намирани останки от 4 – 5 век пр.н.е.. Край Доспат са открити и ранни керамични фрагменти от славяните.
В османски списък на селищата и броя на немюсюлманското население в тях от Пловдивско и Пазарджишко от 28 февруари 1651 година се посочва, че в Доспат (Досподлу) живеят три немюсюлмански семейства, облагани с данъка джизие.
Според Стефан Захариев към 1850 година в Доспат (Деспотово) има 40 помашки къщи и 130 жители помаци. През 1895 година Доспат е опожарен, по време на т. нар. Четническа акция на Македонския комитет. По време на Балканската война войниците от 9-и пловдивски пехотен полк са изклали 40 ратаи, които служели на местен чифликчия. Ратаите били погребани в масов гроб в местността „Ратайско гробе“.
В документ от главното мюфтийство в Истанбул, изброяващ вакъфите в Княжество България, допринасяли в полза на ислямските религиозни, образователни и благотворителни институции в периода 16 век – 1920 година, съставен в периода от 15.09.1920 до 03.09.1921 година, като вакъфско село се споменава и Доспат (Dospat).
Има данни, според които в миналото в Доспат са живели турци, работещи в административния апарат или войници във военен гарнизон в или край селото. След Руско-турската война (1877 – 1878) град Татар Пазарджик, към чиято кааза спадат Доспат и околните села, попада в Източна Румелия, поради което Доспат минава към Неврокопската каза, където остава до 1912 година, а след 1912 година става община в Пашмаклийска околия.
След покръстването от края на 1912 година и избухването на Междусъюзническата война през 1913 година в Доспат е организирана чета, която да противодейства на различните хайдушки дружини. Така Доспат дава своя принос към въстанието, родило т.нар. Гюмюрджинска република. Доспатската чета действа заедно с четите от селата Ваклиново, Любча, Вълкосел и Кочан. Тези чети се състояли от по 30, 50 или 60 души. В нощта на 26 срещу 27 септември 1913 година те извършват нападение срещу заставата на граничната стража в село Чавдар. Освен това свещеникът и секретар-бирникът в селото са били убити.
Според данните от преброяванията през годините 1926, 1934, 1946, 1956 и 1965, населението на Доспат е било съответно 932, 1026, 1394, 1884 и 2421 души.
При прокарването на Възродителния процес властите избират да сменят имената най-напред на жителите на Барутин, тъй като доспатчани били по-фанатизирани. След потушаването на страстите в Барутин населението на Доспат е изплашено и затова не се стига до сериозни инциденти. Операцията е ръководена от офицерите Зафиров и Касапов от МВР в Девин.
Селото е обявено за град с Указ № 1942 на Държавния съвет на НРБ от 4 септември 1974 г. (Обн., ДВ, бр. 72 от 17.09.1974).

## Икономика
Икономиката на град Доспат е насочена най-вече в картофопроизводството, дърводобива, дървообработването и леката промишленост – производство на вълнен трикотаж, обувно производство. Туризмът се развива в добри насоки. В последните години голяма атракция е предлагането на услугата разходка с лодка и водни спортове на язовир „Доспат“. През лятото някои жители се препитават от събиране на диворастящи гъби, билки и плодове (боровинки, малини, къпини, диви ягоди). Икономиката на общината запада заради лошите условия на труд, предлагани от работодателите. Текстилните цехове в околностите привличат евтина работна ръка. Няма добре развита стратегия за инвестиционната политика от страна на управляващите местни структури. Работят малки семейни хотели.

## Обществени институции
- Кметство
- Поща
- СУ „Димитър Благоев“
- Народно читалище „Иван Вазов“

## Редовни събития
Всяка година през последния уикенд на август се организира събор с много фолк и попфолк песни и танци, забавления, скара и бира. Традицията е започнала през 80-те години като събор на чешмарите, организиран и проведен за първи път през 1986 година по идея на тогавашния председател на общинския съвет за култура Филип Марински и осъществен заедно със Станислав Сариев – Станчо, секретар на читалището и Георги Марински, ръководител на кръжок по фотодело в гимназията. Те правят и първата фотоизложба на всички действащи в района чешми. В района има построени над 180 крайпътни чешми като дарение от местните жители. Този събор се е утвърдил като селищен празник на Доспат.

## Личности
- Павел Вълнев – Бизнесмен, основател на партия „Републиканци за България“, собственик на BiT TV;
- Красимир Плявов – писател, поет, дългогодишен учител, директор на гимназия;
- Веселин Черкезов – бивш депутат в народното събрание, областен управител, кмет на общината;
- Сафка Сариева – народна певица;
- Севдалин Пашов – народен музикант.

## Други
В чест на град Доспат връх на остров Ливингстън, Антарктика е наречен „Доспат“.

### Кухня
Традиционните доспатски гозби са: боб; „топчета“ (зелеви сарми, направени от специален сорт зеле „лана“, който на цвят прилича на лозов лист, но е много по-вкусен и сочен от него; сармите се завиват в млади листа от алабаш), родопска баница, млин, клин (вид баница с 2 кори, яйца и ориз), мусака и други ястия с картофи.

### Фолклор
Песни от Доспат са били включени в сборника „Веда Словена“. Такава е например песента под номер 9.